# Mathias Skeibrok
Mathias Severin Berntsen Skeibrok (født 1. december 1851 i Vanse på Lister, død 22. marts 1896 i Kristiania) var en norsk billedhugger.
Skeibroks forældre var bondefolk i trange kår og kunde ikke ofre stort til sønnens uddannelse, og til sit 18. år strævede og sled han snart som gjætergut, markarbejder eller fisker, snart som skolelærer, sømand og senere i Flekkefjord som handelsbetjent. I 1871 kom han til Kristiania og fik en plads som træskærer hos Jean Edmond de Conick. Videre uddannelse fik han samtidig på Tegneskolen (1871—73) under billedhugger Julius Middelthuns vejledning. I 1871 udstillede han i Kristiania Kunstforening sit første større arbejde, portrætbuste af zoologen Michael Sars, der ligesom en kort efter udført buste af Johan Sverdrup efter bestilling blev hugget i marmor.
1874—75 var han i København og nød her en tid godt af Jerichaus undervisning og lod sig påvirke af Thorvaldsens idealisme. I 1876 rejste han med statsstipendium til Paris, hvor han blev til 1879. Her udførte han en oprindelig 1876 i Kristiania Kunstforening udstillet statuette i terrakotta: Ragnar Lodbrok i ormegården, i kolossal målestok. Den blev udstillet ved Verdensudstillingen i Paris 1878 og vandt mange beundrere og ejes nu af Kunstmuseet i Oslo. Statuetterne Olaf den Hellige og Tjostolf Aalesøn forsvarer den lille Inge Kongssøn stammer også fra denne tid.
Studiet af de moderne franske billedhuggere Carpeaux, Barrias, Dubois åbnede hans øjne for den realistiske kunsts indgående naturstudium. Således har den inspireret hans to ypperste arbejder, de to statuetter Moderen våger (1879) i marmor i Kunstmuseet i Oslo og Træt (1882) i marmor i en privatmands eje i Fredrikshald, i en mindre heldig bronzeafstøbning i Kunstmuseet i Oslo. I disse fine og ligefremme skildringer fra hverdagslivet er Skeibrok nået langt dybere end i de historiske og mytologiske motiver, som han ellers med forkærlighed valgte.
De giver begge udtryk for den indtagende, fine og nænsomme kunstnerpersonlighed, der boede i den for øvrigt så robuste og bredt anlagte mand, hvis saftige skrøner, fortalte med en uimodstaaelig vestlandsk humor, til glæde for efterverdenen er udkomne i to samlinger, illustrerede af en så beslægtet kunstner som Theodor Kittelsen (Skeibrok og Kittelsen: Sandfærdige Skrøner, Kristiania 1891, og Nye sandfærdige Skrøner, Kristiania 1894). 1882—83 var han atter i Paris og udførte blandt andet bronzestatuetten Snorre Sturlessøn, der dikterer Norges Kongesagaer, sølvbryllupsgave til Oskar II og dronning Sophie (Det Kongelige Slott, Oslo).
I Slottets vestibule er også hans relieffrise: Oskar II afslører Karl Johan-monumentet, anbragt som pendant til Stephan Sindings relief: Karl Johan lægger grundstenen til slottets bygning. Fra denne tid er også statuetten Fredløs. I konkurrencen (1881) om en Holbergstatue for Bergen deltog også Skeibrok, men ved den endelige afgørelse blev den svenske billedhugger John Börjesons udkast foretrukket. I 1894 anbragtes hans store gavlgruppe i bronze: Athene besjæler mennesket, som Prometheus har skabt på Kristiania Universitets midtbygning. (Skeibrok sejrede i konkurrencen med Brynjulf Bergslien og Stephan Sinding).
Af portrætbuster har Skeibrok udført et betydeligt antal; særlig virker busten af fru Laura Gundersen i Nationaltheatrets foyer tiltalende, og der er givet et kraftigt og karakteristisk udtryk for Eilert Sundts stærke energi i den på Olaf Ryes Plads i Oslo opstillede kolossalbuste af denne mærkelige folkeskribent. I Kunstmuseet findes hans buste i bronze af Bjørnstjerne Bjørnson, i Stortinget busten af Søren Jaabæk. Hans sidste arbejde var en kolossalbuste af amtmand Aall, opstillet ved Løveid sluser ved Skien.